# 唐朝与西突厥第二次战役
唐朝与西突厥在唐永徽六年至显庆元年（655年－657年）进行了一次战役，是唐朝继永徽二年（651年）之后的第二次对西突厥的战役，唐朝由程知节为讨伐西突厥的统帅（任葱山道行军大总管），西突厥当时的可汗为沙钵罗可汗，即以前臣服唐朝的阿史那贺鲁。这次唐朝的军事行动没有取得决定性胜利，导致唐朝由苏定方为统帅的对西突厥的第三次讨伐（657年－658年）。

## 背景
原西突厥一支的首领阿史那贺鲁臣服于唐朝，并借助唐军击败西突厥可汗乙毗射匮，逐渐将西突厥各个部落（称十姓部落）吞併，拥兵数十万。649年唐太宗李世民逝世，其子李治继位。阿史那贺鲁看到有机可乘，于651年自立为沙钵罗可汗，脱离唐朝的管辖，于七月发兵攻打唐朝边境上的庭州（今新疆吉木萨尔）。唐朝于是发兵平定西突厥叛乱，即双方第一次战役，没有取得决定性胜利，仅仅攻克西突厥一个部落的营地。

## 战役经过
永徽六年五月癸未（655年6月23日），唐高宗李治任命右屯卫大将军程知节为葱山道行军大总管，前往讨伐西突厥沙钵罗可汗。显庆元年八月辛丑（656年9月3日），葱山道行军总管程知节攻击西突厥军队，在榆慕谷与葛邏祿、处月两部落交战，获得胜利，斩杀一千余人。副总管周智度攻吉突骑施、处木昆等部落的驻地咽城，破城，斩杀三万人。取得了此次战役的阶段性胜利。
十二月（656年12月22日－657年1月19日），程知节率领部队到达鹰娑川，遇到西突厥二万骑兵，后来又有鼠尼施等其他部落的二万多骑兵到来增援西突厥，唐军前锋统帅苏定方帅五百骑兵前往攻击西突厥军，大败西突厥并追击二十里，杀死和俘虏了一千五百馀人，所缴获得马匹和军械堆积的漫山遍野，多的不计其数。副大总管王文度嫉妒苏定方的军功，对程知节说：“目前虽然我军取得了胜利，但军士也死伤惨重，乘危轻脱，才是决定成败的方法，不要急于此时继续用兵。所以现在应该整理军队的队形，并将辎重放在营地中加以保护，如果遇到敌人再进行战斗，这才是万全之策。”然后，王文度又谎称得到了圣旨，因为程知节一味轻进，由王文度接替其统帅（节度）的职位，于是收回军士停止追击。兵士们连日骑马穿着盔甲列队，非常疲惫，有很多马匹也瘦死了。苏定方于是对程知节说：“唐军发兵就是为了讨伐突厥贼兵的，而今我们自己防守，停止不前，等到敌人来了再打必然失败。将领和军士都这么惧怕敌人，怎么能够取得战斗的胜利和建立军功呢？既然皇帝任命您为大将军，怎么可能中途以您的副手取代您呢，这件事情必然不是真的。应该将王文度关押起来，向朝廷去书信以询问事情的真实情况。”程知节没有听从。唐军到达恒笃城时，有很多原突厥部落前来投降，王文度说：“这些俘虏本来就是贼兵，不如都杀掉，分了他们的财产。”苏定方反对说：“这样我们的作为和突厥贼人有什么不同？还有什么名义讨伐突厥叛逆？”王文度不顾苏定方的反对，将俘虏全杀了，分了他们的财产，只有苏定方没有接受这些钱财。军队返回后，王文度假传圣旨有死罪，程知节错失战机，被罢免官职。